# Shim Suk-hee
Shim Suk-hee (kor. 심석희; * 30. Januar 1997 in Gangneung) ist eine südkoreanische Shorttrackerin.

## Werdegang
Shim begann im Alter von sieben Jahren mit der Sportart Shorttrack. Bei den Juniorenweltmeisterschaften 2012 errang sie fünf Goldmedaillen und eine Bronzemedaille. Ebenfalls 2012 gewann sie in Innsbruck bei den Olympischen Jugend-Winterspielen die beiden Goldmedaillen in den Einzelwettbewerben über 500 m und 1000 m. Zudem gewann sie die Bronzemedaille mit der Staffel. Sie hatte ihr Weltcupdebüt am 20. Oktober 2012 in Calgary, als sie den Sieg über 1500 m errang. Im weiteren Saisonverlauf erreichte sie im Weltcup 12 Podestplatzierungen davon neun Siege. Shim gewann bei den Weltmeisterschaften 2013 drei Medaillen. Zum Saisonende belegte sie im Weltcup über 1500 m den ersten Rang. In der Saison 2013/14 siegte sie im Weltcup neunmal kam einmal auf den zweiten und einmal auf den dritten Rang. Sie gewann damit auch den Weltcup über 1000 m und 1500 m. Bei den Olympischen Winterspielen 2014 in Sotschi gewann sie mit der Staffel über 3000 m Gold, über 1500 m Silber und über 1000 m Bronze. Bei der WM 2014 in Montreal gewann sie vier Goldmedaillen.
In der Saison 2014/15 erreichte Shim im Weltcup 11-mal eine Podestplatzierung davon sechsmal als Erste. Bei den Weltmeisterschaften 2015 in Moskau gewann sie im Mehrkampf Bronze, über 1500 m und 3000 m Silber und mit der Staffel Gold. Im Weltcup über 1500 m kam sie auf den zweiten Rang und über 1000 m auf den ersten Platz. In der folgenden Saison holte sie acht Weltcupsiege, davon vier im Einzel. Zudem errang sie zweimal den zweiten und einmal den dritten Platz und erreichte damit den dritten Platz im Gesamtweltcup über 1000 m und den zweiten Platz über 1500 m. Beim Saisonhöhepunkt den Weltmeisterschaften 2016 in Seoul gewann sie die Goldmedaille mit der Staffel. In der Saison 2016/17 siegte sie in Calgary, in Salt Lake City, in Shanghai und in Gangneung jeweils über 1500 m und mit der Staffel. Zudem wurde sie in Calgary Zweite über 1000 m und in Gangneung Dritte über 1000 m. Sie gewann damit zum dritten Mal den Weltcup über 1500 m und belegte im Weltcup über 1000 m den achten Rang. Bei den Winter-Asienspielen 2017 in Sapporo holte sie die Silbermedaille über 1500 m und jeweils die Goldmedaille über 1000 m und mit der Staffel. Im März 2017 gewann sie bei den Weltmeisterschaften in Rotterdam im Mehrkampf und über 1500 m jeweils die Bronzemedaille und über 3000 m die Goldmedaille. Zu Beginn der Saison 2017/18 triumphierte sie in Budapest mit der Staffel und kam zudem über 500 m auf den dritten Platz. In Dordrecht siegte sie über 1000 m und belegte über 1500 m den dritten und mit der Staffel den zweiten Rang. Im November 2017 gewann sie in Shanghai über 1500 m und mit der Staffel und errang in Seoul den zweiten Platz über 1500 m und den dritten Platz mit der Staffel. Sie erreichte damit abschließend den dritten Platz im Weltcup über 1000 m und den zweiten Rang im Weltcup über 1500 m. Bei den Olympischen Winterspielen 2018 in Pyeongchang gewann Suk-hee mit der Staffel über 3000 m die Goldmedaille. Im März 2018 holte sie bei den Weltmeisterschaften in Montreal im Mehrkampf und über 1500 m jeweils die Silbermedaille und über 1000 m und mit der Staffel jeweils die Goldmedaille.
In der Saison 2018/19 wurde Shim in Calgary mit der Staffel und in Almaty mit der Staffel und der Mixed-Staffel jeweils Zweite. Bei den Weltmeisterschaften 2019 in Sofia gewann sie die Goldmedaille mit der Staffel. Im Mehrkampf errang sie dort den 39. Platz.

## Ehrungen
- 2015: Wahl zum MVP (mit Lee Sang-hwa) von der Korean Skating Union (KSU).[4]

## Platzierungen im Weltcup

### Weltcupsiege
| Nr. | Datum              | Ort            | Disziplin |
| --- | ------------------ | -------------- | --------- |
| 1.  | 20. Oktober 2012   | Calgary        | 1500 m    |
| 2.  | 21. Oktober 2012   | Calgary        | 1000 m    |
| 3.  | 27. Oktober 2012   | Montreal       | 1500 m    |
| 4.  | 1. Dezember 2012   | Nagoya         | 1500 m    |
| 5.  | 8. Dezember 2012   | Shanghai       | 1500 m    |
| 6.  | 9. Dezember 2012   | Shanghai       | 1000 m    |
| 7.  | 2. Februar 2013    | Sotschi        | 1500 m    |
| 8.  | 9. Februar 2013    | Dresden        | 1000 m    |
| 9.  | 10. Februar 2013   | Dresden        | 1500 m    |
| 10. | 28. September 2013 | Shanghai       | 1500 m    |
| 11. | 29. September 2013 | Shanghai       | 1000 m    |
| 12. | 6. Oktober 2013    | Seoul          | 1000 m    |
| 13. | 9. November 2013   | Turin          | 1500 m    |
| 14. | 10. November 2013  | Turin          | 1000 m    |
| 15. | 16. November 2013  | Kolomna        | 1500 m    |
| 16. | 8. November 2014   | Salt Lake City | 1500 m    |
| 17. | 9. November 2014   | Salt Lake City | 1000 m    |
| 18. | 16. November 2014  | Montreal       | 1000 m    |
| 19. | 8. Februar 2015    | Dresden        | 1500 m    |
| 20. | 31. Oktober 2015   | Montreal       | 1500 m    |
| 21. | 1. November 2015   | Montreal       | 1000 m    |
| 22. | 8. November 2015   | Toronto        | 1000 m    |
| 23. | 13. Dezember 2015  | Shanghai       | 1500 m    |
| 24. | 5. November 2016   | Calgary        | 1500 m    |
| 25. | 13. November 2016  | Salt Lake City | 1500 m    |
| 26. | 10. Dezember 2016  | Shanghai       | 1500 m    |
| 27. | 17. Dezember 2016  | Gangneung      | 1500 m    |
| 28. | 8. Oktober 2017    | Dordrecht      | 1000 m    |
| 29. | 11. November 2017  | Shanghai       | 1500 m    |

| \| Nr. \| Datum \| Ort \| \| --- \| ------------------ \| ----------------- \| \| 1. \| 21. Oktober 2012 \| Calgary 1 \| \| 2. \| 29. September 2013 \| Shanghai 2 \| \| 3. \| 6. Oktober 2013 \| Seoul 2 \| \| 4. \| 10. November 2013 \| Turin 2 \| \| 5. \| 9. November 2014 \| Salt Lake City 3 \| \| 6. \| 16. November 2014 \| Montreal 4 \| \| 7. \| 1. November 2015 \| Montreal 5 \| \| 8. \| 8. November 2015 \| Toronto 6 \| \| 9. \| 6. Dezember 2015 \| Nagoya 6 \| \| 10. \| 13. Dezember 2015 \| Shanghai 6 \| \| 11. \| 6. November 2016 \| Calgary 7 \| \| 12. \| 13. November 2016 \| Salt Lake City 8 \| \| 13. \| 10. Dezember 2016 \| Shanghai 8 \| \| 14. \| 17. Dezember 2016 \| Gangneung 8 \| \| 15. \| 1. Oktober 2017 \| Budapest 9 \| \| 16. \| 12. November 2017 \| Shanghai 10 \| \| 17. \| 29. Oktober 2022 \| Montreal 11 \| \| 18. \| 6. November 2022 \| Salt Lake City 12 \| \| 19. \| 17. Dezember 2022 \| Almaty 13 \| \| 20. \| 18. Dezember 2022 \| Almaty 14 \| 1 Mit Cho Ha-ri, Choi Ji-hyun und Kim Min-jung. 2 Mit Kim A-lang, Cho Ha-ri und Park Seung-hi. 3 Mit Jeon Ji-soo, Kim A-lang und Choi Min-jeong. 4 Mit Jeon Ji-soo, Lee Eun-byul und Choi Min-jeong. 5 Mit Choi Min-jeong, Kim A-lang und Lee Eun-byul. 6 Mit Choi Min-jeong, Kim A-lang und Noh Do-hee. 7 Mit Choi Min-jeong, Noh Do-hee und Kim Geon-hee. 8 Mit Noh Do-hee, Kim Ji-yoo und Choi Min-jeong. 9 Mit Kim A-lang, Choi Min-jeong und Kim Ye-jin. 10 Mit Kim Ye-jin, Lee Yu-bin und Choi Min-jeong. 11 Mit Hong Kyung-hwan, Kim Geon-hee und Lim Yong-jin. 12 Mit Kim Geon-hee, Kim Gil-li und Seo Whi-min. 13 Mit Kim Gil-li, Lim Yong-jin und Park Ji-won. 14 Mit Kim Gil-li, Lee So-youn und Seo Whi-min. |                    |                   |
| Nr. | Datum              | Ort               |
| 1. | 21. Oktober 2012   | Calgary 1         |
| 2. | 29. September 2013 | Shanghai 2        |
| 3. | 6. Oktober 2013    | Seoul 2           |
| 4. | 10. November 2013  | Turin 2           |
| 5. | 9. November 2014   | Salt Lake City 3  |
| 6. | 16. November 2014  | Montreal 4        |
| 7. | 1. November 2015   | Montreal 5        |
| 8. | 8. November 2015   | Toronto 6         |
| 9. | 6. Dezember 2015   | Nagoya 6          |
| 10. | 13. Dezember 2015  | Shanghai 6        |
| 11. | 6. November 2016   | Calgary 7         |
| 12. | 13. November 2016  | Salt Lake City 8  |
| 13. | 10. Dezember 2016  | Shanghai 8        |
| 14. | 17. Dezember 2016  | Gangneung 8       |
| 15. | 1. Oktober 2017    | Budapest 9        |
| 16. | 12. November 2017  | Shanghai 10       |
| 17. | 29. Oktober 2022   | Montreal 11       |
| 18. | 6. November 2022   | Salt Lake City 12 |
| 19. | 17. Dezember 2022  | Almaty 13         |
| 20. | 18. Dezember 2022  | Almaty 14         |

### Weltcup-Gesamtplatzierungen
| Saison  | 500 m  | 500 m | 1000 m | 1000 m | 1500 m | 1500 m |
| Saison  | Punkte | Platz | Punkte | Platz  | Punkte | Platz  |
| ------- | ------ | ----- | ------ | ------ | ------ | ------ |
| 2012/13 | 640    | 17.   | 3.640  | 2.     | 6.000  | 1.     |
| 2013/14 | 12.594 | 5.    | 30.000 | 1.     | 30.000 | 1.     |
| 2014/15 | 4.096  | 21.   | 39.745 | 1.     | 34.438 | 2.     |
| 2015/16 | 5.120  | 21.   | 26.400 | 3.     | 36.000 | 2.     |
| 2016/17 | 3.277  | 25.   | 15.742 | 8.     | 40.000 | 1.     |
| 2017/18 | 6.681  | 11.   | 16.462 | 3.     | 24.400 | 2.     |
| 2018/19 | 563    | 42.   | 5.070  | 21.    | 7.348  | 13.    |
| 2022/23 | 166    | 12.   | 264    | 6.     | 270    | 8.     |
| 2023/24 | 161    | 14.   | 77     | 20.    | 339    | 5.     |

## Persönliche Bestzeiten
- 500 m      42,440 s (aufgestellt am 11. November 2022 in Salt Lake City)
- 1000 m    1:26,661 min (aufgestellt am 21. Oktober 2012 in Calgary)
- 1500 m    2:17,513 min (aufgestellt am 20. Oktober 2012 in Calgary)
- 3000 m    4:50,829 min (aufgestellt am 16. März 2014 in Montreal)